# Schizopyga curvicauda
Schizopyga curvicauda là một loài tò vò trong họ Ichneumonidae.